# La suffragetta
La suffragetta (Die Suffragette) è un film muto del 1913 diretto da Urban Gad.

## Produzione
Il film fu prodotto dalla Projektions-AG Union (PAGU) e venne girato negli Union-Atelier Berlin-Tempelhof.

## Distribuzione
Distribuito dall'Internationale Film-Vertriebs GmbH (Berlin), uscì nelle sale cinematografiche tedesche il 12 settembre 1913. In Italia venne distribuito dalla Pathé.
È stato inserito in Four Films with Asta Nielsen (1913-1916), un'antologia in DVD pubblicata nel giugno 2012 dalla tedesca Edition Filmmuseum, comprendente quattro film di Asta Nielsen.